# Deutsche Reichsbahn
Deutsche Reichsbahn (pol. Niemieckie Koleje Rzeszy) – niemieckie koleje państwowe istniejące w latach 1920–1949, następnie nazwa kolei państwowych w Niemieckiej Republice Demokratycznej.
Pod jej zarządem znalazło się w 1924 r. 58 775 km linii, 29 550 lokomotyw i 754 tys. wagonów.
Po zjednoczeniu Niemiec i po połączeniu z Deutsche Bundesbahn weszły w skład Deutsche Bahn AG.

## Historia

### Kalendarium
- 1920 – Deutsche Reichseisenbahnen w Republice Weimarskiej
- X 1924 – Deutsche Reichsbahn-Gesellschaft (DRG) (przekształcenie dotychczasowego przedsiębiorstwa skarbowego w spółkę, której dochody miały być przeznaczane na finansowanie reparacji wojennych)
- 1937 – przekształcenie Deutsche Reichsbahn-Gesellschaft (DRG) w Deutsche Reichsbahn (DR)
- 1938
  - przyłączono austriackie Bundesbahnen Österreichs (BBÖ)
  - przyłączono część czechosłowackich kolei
- 1939 – przyłączono część polskich kolei
- 1939–1945 – działalność w Generalnym Gubernatorstwie (Generalgouvernement) Generalnej Dyrekcji Kolei Wschodniej (Generaldirektion der Ostbahn)
- 1940 – przyłączono część belgijskich kolei
- 1941
  - przyłączono część jugosłowiańskich kolei(inne języki)
  - przyłączono część radzieckich kolei
- 1945–1949 – pod kontrolą władz okupacyjnych, wydzielono austriackie Österreichische Bundesbahnen (ÖBB)
- 1949 – Deutsche Reichsbahn w NRD, natomiast w RFN Deutsche Bundesbahn
- 1994 – utworzenie Deutsche Bahn AG

### Deutsche Reichseisenbahnen
W wyniku postanowień Konstytucji weimarskiej 1 kwietnia 1920 utworzono Deutsche Reichseisenbahnen w skład których weszły dotychczasowe:
- Großherzoglich Badische Staatseisenbahnen(inne języki),
- Königlich Bayerische Staatseisenbahnen,
- Großherzoglich Hessische Staatseisenbahnen(inne języki),
- Mecklenburgische Landeseisenbahn,
- Großherzoglich Oldenburgische Staatseisenbahnen(inne języki),
- Preußische Staatseisenbahnen,
- Königlich Sächsische Staatseisenbahnen
- Königlich Württembergische Staats-Eisenbahnen.

### II wojna światowa
Deutsche Reichsbahn była zaangażowana w przeprowadzanie transportów militarnych i zbrodnie wojenne deportując podczas II wojny światowej ludność cywilną do niemieckich obozów koncentracyjnych i na roboty przymusowe.

### Kierownictwo
Dyrektorzy generalni (Generaldirektor):
- 1924 – 1926 Rudolf Oeser(inne języki)
- 1926 – 1945 Julius Dorpmüller

Zastępcy (Ständiger Stellvertreter des Generaldirektors):
- 1925 – 1926 Julius Dorpmüller
- 1926 – 1933 Wilhelm Weirauch(inne języki)
- 1933 – 1942 Wilhelm Kleinmann(inne języki)
- 1942 – 1945 Albert Ganzenmüller

### Reichsbahndirektionen– dyrekcje od 1927
Reichsbahndirektion (RBD) (Dyrekcja Kolei Rzeszy)
- A – Reichsbahndirektion Altona(inne języki) (później Hamburg)
- B – Reichsbahndirektion Berlin(inne języki)
- Reichsbahndirektion Breslau
- D – Reichsbahndirektion Dresden(inne języki)
- Reichsbahndirektion Elberfeld(inne języki) (później Wuppertal)
- U – Reichsbahndirektion Erfurt(inne języki)
- E – Reichsbahndirektion Essen(inne języki)
- F – Reichsbahndirektion Frankfurt/Main(inne języki)
- L – Reichsbahndirektion Halle(inne języki)
- H – Reichsbahndirektion Hannover(inne języki)
- R – Reichsbahndirektion Karlsruhe(inne języki)
- Reichsbahndirektion Kassel(inne języki)
- K – Reichsbahndirektion Köln(inne języki)
- Reichsbahndirektion Königsberg (Prusy)
- Reichsbahndirektion Magdeburg(inne języki) (podzielona 1 października 1931 pomiędzy RBD Halle/Saale, Berlin, Altona i Hannover)
- Reichsbahndirektion Mainz(inne języki)
- Reichsbahndirektion Münster(inne języki) (Westfalia)
- Reichsbahndirektion Oldenburg/O.(inne języki) (od 1 stycznia 1935 podzielona pomiędzy RBD Münster i Hannover)
- Reichsbahndirektion Oppeln(inne języki)
- Reichsbahndirektion Osten(inne języki) (Frankfurt/Oder)
- W – Reichsbahndirektion Schwerin(inne języki)
- Reichsbahndirektion Stettin
- T – Reichsbahndirektion Stuttgart(inne języki)
- S – Reichsbahndirektion Trier(inne języki) (od 1935 RBD Saarbrücken)

W Bawarii do końca 1933 działała Gruppenverwaltung Bayern obejmująca dyrekcje:
- Reichsbahndirektion Augsburg(inne języki)
- Reichsbahndirektion Ludwigshafen(inne języki) (podzielona 1 kwietnia 1937 pomiędzy RBD Mainz i Saarbrücken)
- M – Reichsbahndirektion München(inne języki)
- N – Reichsbahndirektion Nürnberg(inne języki)
- Reichsbahndirektion Regensburg(inne języki)
- Reichsbahndirektion Würzburg (1 stycznia 1931 przyłączona do RBD Nürnberg)

### RBD – dyrekcje od 1939
- Reichsbahndirektion Danzig
- Reichsbahndirektion Posen